# Sojuz 30
Sojuz 30 (ryska: Союз-30) var en flygning i det sovjetiska rymdprogrammet. Det var den andra flygningen i Interkosmos-serien. Flygningen gick till Saljut 6. Farkosten sköts upp med en Sojuz-U-raket från Kosmodromen i Bajkonur den 27 juni 1978. Den dockade med rymdstationen den 28 juni 1978. Farkosten lämnade rymdstationen den 5 juli 1978. Några timmar senare återinträdde den i jordens atmosfär och landade i Sovjetunionen.
Hermaszewski blev den förste polacken i rymden. Landningskapseln finns på Muzeum Polskiej Techniki Wojskowej i Warszawa.

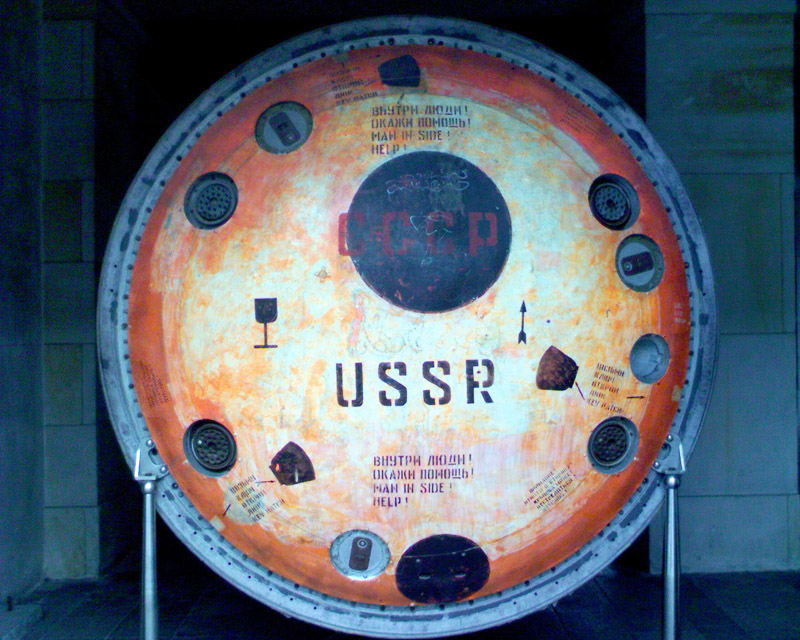
Landningskapseln i Warszawa